# Zgornji Kamenščak
Zgornji Kamenščak je naselje u slovenskoj Općini Ljutomeru. Zgornji Kamenščak se nalazi u pokrajini Štajerskoj i statističkoj regiji Pomurju. 

## Stanovništvo
Prema popisu stanovništva iz 2002. godine naselje je imalo 106 stanovnika.